# Пират Чёрная Борода (фильм)
«Пират Чёрная Борода» (англ. Blackbeard the Pirate) — американский приключенческий фильм 1952 года, снятый в технике Technicolor.

## Сюжет
XVII век, Порт-Ройал, Ямайка. Её губернатором стал остепенившийся пират Генри Морган. Тем не менее некий Роберт Мэйнард готов собирать доказательства, что это — лишь личина, а на самом деле Морган продолжает обделывать грязные делишки. Мэйнард устраивается доктором к Чёрной Бороде, надеясь тайком порыться в его бумагах, в которых может быть компромат на Моргана.
От Моргана, устав, сбегает его племянница, красавица Эдвина Мэнсфилд, которая прихватывает с собой несколько чемоданов вещей и служанку. На «Бристольской королеве» её должен ждать капитан Беллами, к которому она неравнодушна, но тот повешен на рее: корабль захвачен Чёрной Бородой. Вскоре Мэйнард пробирается в капитанскую каюту, вырывает несколько нужных ему листов из судового журнала, и почти обнаружен разъярённым капитаном, но спасается с помощью нескольких членов экипажа, которые, как выясняется, недолюбливают Бороду за его жадность и жестокость. На следующее утро Мэйнард спасает Эдвину от домогательств одного из пиратов, за что заслуживает поцелуя и признания, что сокровище Моргана у девушки с собой в чемоданах. Напоив служанку Эдвины, Чёрная Борода узнаёт, что сокровище Моргана в двойном дне чемоданов. Капитан решает забрать всё себе, не делясь с командой.
Отправив на берег гонца с компроматом на Моргана, Мэйнард делает течь в трюме «Бристольской королевы», поэтому она причаливает к небольшому острову, где Борода с помощью лекаря Мэйнарда, боцмана Уорли и рядового пирата Джубала, которого он убивает и кладёт в яму, прячет сокровище. На острове находится форт с пушками, команда «Королевы» остаётся ждать прибытия Моргана, чтобы дать ему бой. Мэйнард и Мэнсфилд посажены под замок в одной из хижин, но сбегают оттуда, когда солдаты Моргана высаживаются на берег и завязывается бой. Они угоняют лодку, на которой Чёрная Борода хотел захватить корабль Моргана. Сам Борода переодевает в себя схожего с ним комплекцией брошенного здесь несколько лет назад полусумасшедшего пирата из команды Моргана, сам убивает его, победивший Морган возвращается в Порт-Ройал с головой «Чёрной Бороды» и десятком пленных пиратов.
Морган решает отправить строптивую племянницу в Англию, а сам желает найти и уничтожить Мэйнарда, который хочет его скомпрометировать. Эдвина тайком встречается с Робертом, они сегодня же ночью решают вместе плыть в Англию. Однако корабль, на котором им предстоит плыть, захвачен «ожившим» Бородой и его людьми, которых он освободил из тюрьмы. Мэнсфилд и Мэйнард снова пленники Чёрной Бороды, а Морган тем временем решает изловить своего врага «на живца»: он посылает навстречу угнанному судну роскошную галеру, в трюме которой вместо золота спрятано огромное количество солдат. Чёрная Борода попадается на эту удочку, но победу над ним одержать не удаётся, так как Эдвина у него в заложниках, потрёпанные корабли расходятся.
Между тем напряжение среди команды Бороды растёт: они требуют немедленной высадки на остров, чтобы откопать и поделить сокровище Моргана. Капитан соглашается, зная, что Бен и Роберт укажут на место, где лежит только труп Джубала, так как капитан лично успел перепрятать клад. Действительно, команда едва не разрывает на части лекаря и боцмана, когда ничего не находят, но Гилли случайно обнаруживает сундук неподалёку. Команда с сундуком (к удивлению Чёрной Бороды) возвращается на борт, Бен отправляется убивать капитана за его коварство и жадность, но Борода с несколькими верными матросами сам убивает своего боцмана, а мятежников запирает в трюме. Он хитростью отсылает от себя и сундука всех верных матросов, кроме одного, с которым собирается сбежать на шлюпке, прихватив сокровище. Тем временем запертые мятежники освобождаются, завязывается стычка, в ходе которой сундук падает за борт. Раздосадованные моряки берут Чёрную Бороду в плен и отвозят на остров, где подвергают мучительной казни: закапывают по шею в песок в литоральной зоне.
Роберт Мэйнард и Эдвина Мэнсфилд вдвоём уплывают в закат.

## В ролях

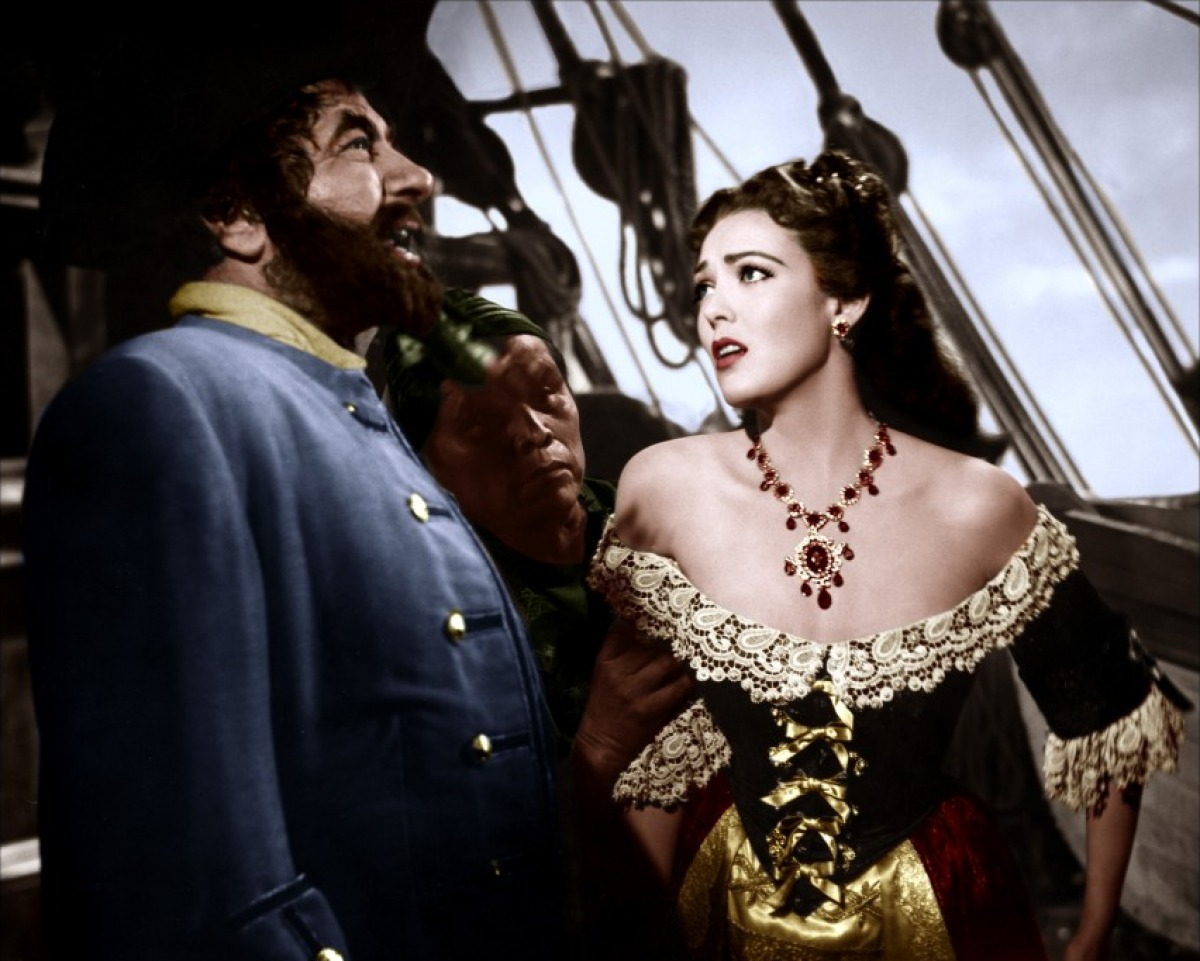
Роберт Ньютон в роли Чёрной Бороды и Линда Дарнелл в роли Эдвины Мэнсфилд

- Роберт Ньютон —  пират Чёрная Борода
- Линда Дарнелл — Эдвина Мэнсфилд, племянница Генри Моргана
- Уильям Бендикс — Бен Уорли, боцман, правая рука Чёрной Бороды
- Кит Эндес — Роберт Мэйнард, лже-лекарь на корабле Чёрной Бороды
- Торин Тэтчер — Генри Морган, вице-губернатор Ямайки
- Айрин Райан — служанка Эдвины Мэнсфилд
- Алан Маубрэй — Нолл
- Ричард Эган — Бриггс
- Скелтон Кнаггс — Гилли, «телохранитель» Чёрной Бороды
- Дик Уэссел — пират Голландец
- Энтони Карузо — Пьер ла Гард
- Джек Ламберт — Том Уэтстоун
- Ноэль Дрейтон[англ.] — Джереми
- Пэт Флаэрти[англ.] — Джоб Мэггот

## Факты
- В фильме пираты Генри Морган и Чёрная Борода показаны антагонистами. На самом деле эти две исторические личности никогда не пересекались, так как Морган умер в 1688 году, когда Бороде было около 8 лет.